# Манчестер (Нью-Гемпшир)
Манчестер (англ. Manchester) — місто (англ. city) в США, в окрузі Гіллсборо штату Нью-Гемпшир. Населення — 115 644 особи (2020). Найбільше місто у штаті.

## Історія
Назва Манчестер невипадкова і символізує "the Manchester of America" (на честь Манчестеру в Англії та передовій промисловій революції). У 1809 році Бенджамін Причард побудував на західному березі річки Меррімак прядильну бавовняну фабрику, яка працювала за принципом водяного млина. У 1810 році завод був зареєстрований як Amoskeag Cotton & Woollen Manufacturing Company. Його придбали в 1825 році підприємці з Массачусетсу, а за рік розширили до трьох млинів і перейменували  в "Amoskeag Manufacturing Company". Зі скромного виробництва в пустці воно переросло протягом 19 століття у найбільший завод бавовняного текстилю у світі. На піку розквіту Amoskeag мала 17 000 співробітників та близько 30 будівель. Якщо у 1823 році населення Манчестеру становило 761 людину, то вже у 1870 році – 23509.  У 1846 році інженери та архітектори Amoskeag розбудували Манчестер на східному березі річки Меррімак з центральною вулицею Ельм. Незабаром у місті був збудований найбільший у світі бавовняний комбінат — млин № 11, довжина якого сягала 900 футів (270 метрів), а ширина — 103 фути (31 метр) і він містив 4000 ткацьких верстатів. На інших заводах корпорації Amoskeag також виготовляли взуття, сигари та папір. Ливарний завод Amoskeag виготовляв гвинтівки, швейні та текстильні машини і локомотиви у підрозділі (пізніше "Манчестерський локомотивний завод"). Швидке зростання млинів вимагало великого напливу робітників, що призвело до потоку мігрантів з Європи та французьких канадців. Серед них були вихідці із сучасної України.

## Географія
Манчестер розташований за координатами 42°59′5″ пн. ш. 71°26′38″ зх. д. / 42.98472° пн. ш. 71.44389° зх. д. (42.984689, -71.443893). За даними Бюро перепису населення США в 2010 році місто мало площу 90,55 км², з яких 85,73 км² — суходіл та 4,82 км² — водойми.

### Клімат
| Клімат : Манчестер      | Клімат : Манчестер | Клімат : Манчестер | Клімат : Манчестер | Клімат : Манчестер | Клімат : Манчестер | Клімат : Манчестер | Клімат : Манчестер | Клімат : Манчестер | Клімат : Манчестер | Клімат : Манчестер | Клімат : Манчестер | Клімат : Манчестер | Клімат : Манчестер |
| Показник                | Січ.               | Лют.               | Бер.               | Квіт.              | Трав.              | Черв.              | Лип.               | Серп.              | Вер.               | Жовт.              | Лист.              | Груд.              | Рік                |
| Абсолютний максимум, °C | 20,6               | 25,0               | 29,4               | 34,4               | 36,1               | 37,8               | 39,4               | 37,8               | 37,8               | 31,1               | 24,4               | 23,3               | 39,4               |
| Середній максимум, °C   | 0,6                | 2,7                | 7,2                | 14,2               | 20,4               | 25,3               | 28,0               | 27,2               | 22,6               | 16,1               | 9,9                | 3,4                | 14,8               |
| Середній мінімум, °C    | −9,1               | −7,2               | −2,7               | 2,8                | 8,6                | 13,7               | 17,1               | 16,1               | 11,4               | 4,8                | 0,6                | −5,3               | 4,3                |
| Абсолютний мінімум, °C  | −32,2              | −33,9              | −27,8              | −10,6              | −3,9               | 1,1                | 2,2                | 4,4                | −2,2               | −10,6              | −15,6              | −28,9              | −33,9              |
| Норма опадів, мм        | 77                 | 71                 | 110                | 98                 | 103                | 96                 | 97                 | 92                 | 97                 | 106                | 103                | 83                 | 1132               |
| ----------------------- | ------------------ | ------------------ | ------------------ | ------------------ | ------------------ | ------------------ | ------------------ | ------------------ | ------------------ | ------------------ | ------------------ | ------------------ | ------------------ |
| Джерело: NOAA           |                    |                    |                    |                    |                    |                    |                    |                    |                    |                    |                    |                    |                    |

## Демографія
Згідно з переписом 2010 року, у місті мешкало 109 565 осіб у 45 766 домогосподарствах у складі 26 066 родин. Густота населення становила 1210 осіб/км². Було 49288 помешкань (544/км²).
Расовий склад населення:
| - 86,1 % — білих - 4,1 % — чорних або афроамериканців - 3,7 % — азіатів - 0,3 % — корінних американців - 0,1 % — вихідців з тихоокеанських островів - 3,1 % — осіб інших рас |

До двох чи більше рас належало 2,7 %. Частка іспаномовних становила 8,1 % від усіх жителів.
За віковим діапазоном населення розподілялося таким чином: 21,6 % — особи молодші 18 років, 66,6 % — особи у віці 18—64 років, 11,8 % — особи у віці 65 років та старші. Медіана віку мешканця становила 36,0 року. На 100 осіб жіночої статі у місті припадало 98,5 чоловіків; на 100 жінок у віці від 18 років та старших — 96,6 чоловіків також старших 18 років.
Середній дохід на одне домашнє господарство становив 67 009 доларів США (медіана — 54 282), а середній дохід на одну сім'ю — 79 161 долар (медіана — 67 566). Медіана доходів становила 47 345 доларів для чоловіків та 38 373 долари для жінок. За межею бідності перебувало 15,0 % осіб, у тому числі 22,0 % дітей у віці до 18 років та 9,2 % осіб у віці 65 років та старших.
Цивільне працевлаштоване населення становило 58 358 осіб. Основні галузі зайнятості: освіта, охорона здоров'я та соціальна допомога — 21,5 %, роздрібна торгівля — 14,0 %, виробництво — 11,2 %, науковці, спеціалісти, менеджери — 10,9 %.